# Ananies de Jerusalem
Ananies de Jerusalem (segle i) fou un cristià de la nova comunitat religiosa a Jerusalem. Estava casat amb Safira. Se'l cita a Fets 5:1-10.
En aquell temps els cristians donaven tots els seus béns a la comunitat per a l'extensió de l'obra de l'Evangeli i per repartir entre els membres segons les seves necessitats (Fets 4:35) i Ananies i Safira van acordar vendre un terreny i cedir el producte de la venda a la comunitat, però van decidir reservar-se una part dels diners. Això es va saber o quan Ananies va detreure una part del guany, Pere el va condemnar en públic per falsedat i hipocresia, ja que la seva acció violava el pacte que havien fet de tenir un fons comú. Pere li va recriminar públicament de mentir a Déu i ser culpable de pecat i va caure mort a l'acte (fets 5:1-11). A les tres hores l'esposa Safira (que va arribar sense saber que havia passat poc abans) va voler amagar igualment una part de la seva part i Pere la va tractar igual que al marit i ella també van caure morta a l'acte (fets 5:1-11)